# Дудовица
Дудовица је насеље у градској општини Лазаревац у граду Београду. Према попису из 2022. имало је 624 становника.
Овде се налази осмогодишња основна школа Михаило Младеновић Сеља, школска зграда је подигнута 1968. године. Овде се налазе споменици културе Кућа породице Перлић и Кућа породице Ђурђић. Овде се налази и фарма свиња „Стевановић“, добитник Награде града Београда за пољопривреду у 2015. години.

## Јавни превоз
Јавни превоз чине три аутобуске линије интегрисаног тарифног система: 150 (Лазаревац — Дудовица — Маринац), 150Л (Лазаревац — Дудовица) и 180 (Лазаревац — Брајковац — Дудовица).

## Демографија
У насељу Дудовица живи 621 пунолетни становник, а просечна старост становништва износи 42,7 година (43,8 код мушкараца и 41,7 код жена). У насељу има 241 домаћинство, а просечан број чланова по домаћинству је 3,22.
Ово насеље је великим делом насељено Србима (према попису из 2002. године).
|  |

| Демографија | Демографија | Демографија |
| Година      | Становника  | Становника  |
| ----------- | ----------- | ----------- |
| 1948.       | 854         |             |
| 1953.       | 922         |             |
| 1961.       | 923         |             |
| 1971.       | 895         |             |
| 1981.       | 818         |             |
| 1991.       | 840         | 828         |
| 2002.       | 777         | 789         |

| Етнички састав према попису из 2002.‍ | Етнички састав према попису из 2002.‍ | Етнички састав према попису из 2002.‍ | Етнички састав према попису из 2002.‍ | Етнички састав према попису из 2002.‍ |
| ------------------------------------ | ------------------------------------ | ------------------------------------ | ------------------------------------ | ------------------------------------ |
|                                      |                                      |                                      |                                      |                                      |
| Срби                                 | Срби                                 |                                      | 769                                  | 98,97%                               |
| Југословени                          | Југословени                          |                                      | 4                                    | 0,51%                                |
| Црногорци                            | Црногорци                            |                                      | 3                                    | 0,38%                                |
| Румуни                               | Румуни                               |                                      | 1                                    | 0,12%                                |
| непознато                            | непознато                            |                                      | 0                                    | 0,0%                                 |

| Година пописа     | 1948. | 1953. | 1961. | 1971. | 1981. | 1991. | 2002. |
| ----------------- | ----- | ----- | ----- | ----- | ----- | ----- | ----- |
| Број домаћинстава | 183   | 190   | 219   | 223   | 225   | 241   | 241   |

| Број чланова      | 1  | 2  | 3  | 4  | 5  | 6  | 7  | 8 | 9 | 10 и више | Просек |
| ----------------- | -- | -- | -- | -- | -- | -- | -- | - | - | --------- | ------ |
| Број домаћинстава | 54 | 63 | 32 | 26 | 25 | 21 | 14 | 6 | 0 | 0         | 3,22   |

| Пол    | Укупно | Неожењен/Неудата | Ожењен/Удата | Удовац/Удовица | Разведен/Разведена | Непознато |
| ------ | ------ | ---------------- | ------------ | -------------- | ------------------ | --------- |
| Мушки  | 319    | 81               | 214          | 20             | 4                  | 0         |
| Женски | 328    | 36               | 211          | 72             | 7                  | 2         |
| УКУПНО | 647    | 117              | 425          | 92             | 11                 | 2         |

| Пол    | Укупно                    | Пољопривреда, лов и шумарство | Рибарство                            | Вађење руде и камена | Прерађивачка индустрија       |
| ------ | ------------------------- | ----------------------------- | ------------------------------------ | -------------------- | ----------------------------- |
| Мушки  | 173                       | 43                            | 0                                    | 40                   | 32                            |
| Женски | 96                        | 53                            | 0                                    | 2                    | 12                            |
| УКУПНО | 269                       | 96                            | 0                                    | 42                   | 44                            |
| Пол    | Производња и снабдевање   | Грађевинарство                | Трговина                             | Хотели и ресторани   | Саобраћај, складиштење и везе |
| Мушки  | 6                         | 5                             | 6                                    | 3                    | 22                            |
| Женски | 0                         | 0                             | 3                                    | 3                    | 4                             |
| УКУПНО | 6                         | 5                             | 9                                    | 6                    | 26                            |
| Пол    | Финансијско посредовање   | Некретнине                    | Државна управа и одбрана             | Образовање           | Здравствени и социјални рад   |
| Мушки  | 1                         | 4                             | 4                                    | 3                    | 2                             |
| Женски | 1                         | 1                             | 1                                    | 5                    | 9                             |
| УКУПНО | 2                         | 5                             | 5                                    | 8                    | 11                            |
| Пол    | Остале услужне активности | Приватна домаћинства          | Екстериторијалне организације и тела | Непознато            | Непознато                     |
| Мушки  | 2                         | 0                             | 0                                    | 0                    | 0                             |
| Женски | 1                         | 0                             | 0                                    | 1                    | 1                             |
| УКУПНО | 3                         | 0                             | 0                                    | 1                    | 1                             |